# Токас, Мариос
Мариос Токас (греч.  Μάριος Τόκας, 8 июня 1954 года, Лимассол, 27 апреля 2008) — известный кипрский и греческий композитор, пианист и певец.

## Детство и молодость
Мариос Токас родился в 1954 году в Лимассоле на острове Кипр бывшем тогда территорией Британской империи. Его отец был журналистом местной газеты. Свой интерес к музыке проявил ещё в детстве. В возрасте десяти лет был включён в состав оркестра муниципалитета Лимассола, где играл на саксофоне.
В 1966 году, после посещения концерта видного греческого композитора Микиса Теодоракиса, и воодушевлённый его ораториями «Маутхаузен» и «Ромиосини», Токас, будучи в возрасте 14 лет написал песню на стихи своего отца.
Учеником в школе, писал песни для школьных представлений и для ученических компаний.
Будучи ещё учеником, дал персональные концерты в театрах «Риалто» Лимассола «Отелло» Никозии с собственными песнями написанными на стихи Назыма Хикмета, Янниса Рицоса, Т. Пиеридиса, Евгения Евтушенко.
Призванный в армию, Токас первоначально служил в совсем не боевом армейском оркестре (в качестве кларнетиста).
Однако в период турецкого вторжения на Кипр (1974), ему пришлось принять участие в военных действиях. Впоследствии вспоминал: «Это был период, который оставил большие травмы», «эти события и последовавшая горькая жизнь стали источником вдохновения для некоторых моих работ».
После 38 месяцев службы в армии, Мариос Токас был демобилизован. Он начал давать концерты по всему (свободному) Кипру, чтобы воодушевить своих соотечественников и для сбора денег для помощи беженцам, бежавших с оккупированных турками территорий.

## Музыкальная карьера в Греции
В сентябре 1975 года, при поддержке вернувшегося на остров президента Кипра архиепископа Макариоса, Токас был отправлен в Грецию на учёбу.
Он продолжил свою учёбу в Национальной консерватории и на философском факультете Афинского университета.
Токас продолжал писать песни, но его первый диск под названием «Песни компании» (Τα τραγούδια της παρέας) и в исполнении Манолиса Мицяса вышел только в 1978 году.
Этапом его картеры стало знакомство с известным греческим поэтом Яннисом Рицосом, который доверил ему ещё неизданные стихи, под общим названием «Моё огорчённое поколение» (Πικραμένη μου γενιά). Диск с песнями на стихи Рицоса вышел в 1981 году.
Последовали другие музыкальные работы на стихи Костаса Варналиса, Костаса Кариотакиса, Костаса Монтиса, Теодосиса Пиеридиса, Тевкроса Антиаса, Кирьякоса Харалампидиса, Михалиса Пасиардиса и др.
Значительным был его вклад в музыкальное оформление многих театральных и кинематографических работ, таких как пьесы Дона Росита и «Йерма» (Yerma) Федерико Гарсиа Лорки и комедия Аристофана "Женщины на празднике Фесмофорий («Θεσμοφοριάζουσες»).
В 1980 году он издал детский диск с песнями на стихи Фонтаса Ладиса и в исполнении Тани Цанаклиду. Характерным образцом этого диска является песня «Солдатики». Мариос Токас комментировал что «эти песни несут с собой трагедию Кипра. „Солдатики“ не радостная песня, но затрагивают чувства».

## «Которую половину?»
В 1981 году, Токас прочитал в переводе Элли Пеониду, стихи своей землячки турчанки киприотки Неше Яшин «Которую половину ?»:
Говорят человек должен Родину любить
Так и мой отец говорит всегда
Моя Родина разделена на две
Которую из двух мне следует любить ?
Стихи были созвучны чувствам самого Токаса. Он почти сразу написал музыку к стихам Яшин и вскоре публично исполнил песню (в дальнейшем основным исполнителем этой песни стал Йоргос Даларас).
Песня имела огромный успех и стала своего рода гимном сторонников воссоединения Кипра, по обе стороны острова, разделённого в результате турецкого вторжения и оккупации.

## Утверждение
С конца 80-х годов и далее, успехи Токаса следовали один за другим и его музыка песни стали известны везде где проживают греки. Среди самых известных его песен — «Снежная Аннушка» («Αννούλα του χιονιά»), «Хулиган», «Люблю тебя как майский смех», «Ночь пахнет жасмином», «Как сумасшедший грузовик», «Зависит», «Цель» («Το σημάδι»), «Ищу тебя в Салониках», «Лададика» (салоникский квартал), «Моря», «Луны близнецы», «Остановку здесь», «Руки вверх», «Жизнь усыпанная цветами» («Βίος Ανθόσπαρτος»), «Возвращения-бедствия» («Επιστροφές-καταστροφές»), «Представь себе», «Дождь», «Рабы одиночества».
Его песни исполняли такие известные певцы как: Димитрис Митропанос, Яннис Париос, Йоргос Даларас, Манолис Мицяс, Пасхалис Терзис, Гликерия, Харис Алексиу, Димитра Галани, Антонис Калояннис, Толис Воскопулос, Маринелла, Стелиос Дионисиу, Алека Канеллиду, Катерина Кука, Темис Адамантидис, Василис Скулас.

## Богородица Мария
В 1996 году Токас посетил монашеский Афон.
Потрясённый рукописями, что он изучил на месте, Токас написал симфоническую работу «Богородица Мария» (Θεογεννήτωρ Μαρία).
В 2002 году, в рамках мероприятий по случаю вступления Кипра в Европейский Союз, Токас представил «Богородицу Марию» в кафедральном Соборе Святого Стефана в Вене, с исполнителями Манолисом Мицясом, Костасом Хадзихристодулу, вокальным ансамблем ΄΄ECHO΄΄, в сопровождении Братиславского камерного филармонического оркестра (Bratislava Chamber Philharmonic Orchestra) под руководством Георгиоса Паятиса

По заявлению самого Токаса, он счёл этот день кульминацией своей карьеры.
Один из корифеев греческой музыки, композитор Микис Теодоракис, писал по этому случаю :

Мариос Токас, всегда опирался на корни нашей греческой традиции, создал и продолжает создавать произведения подлинно греческие. В его мелодиях есть что-то от неба, от моря, от самой скалы Афона

## Признание
Мариос Токас поставил своё творчество на службу Кипра. В знак признания его заслуг он был награждён в 2001 году президентом Республики Кипр, Глафкосом Клиридисом медалью «За выдающиеся заслуги перед Отечеством» («μετάλλιο εξαίρετης προσφοράς στην πατρίδα»), одной из высших наград кипрского государства.
Годом позже, в 2002 году, он был награждён также премией «Яннос Кранидиотис», учреждённой в память о погибшем в авиакатастрофе заместителя министра иностранных дел Греции, киприота Я. Кранидиотиса.

## Другие стороны личности композитора
Токас неплохо рисовал и сохранил свой интерес к живописи в течение всей своей жизни.
В его любительской живописи доминировали портреты, но в особенности иконопись.
Токас был фанатичным болельщиком афинского футбольного клуба АЭК (Спортивный союз Константинополя) и не терял возможности, вместе с сыновьями, болеть на трибунах за любимую команду.
Примечательно, что в октябре 2002 года, когда АЭК принимал мадридский «Реал» (счёт 3:3), Токас, который в это время давал авторский концерт в Одеоне Герода Аттического, в перерывах между песнями и сидя за фортепиано, получал «живую» информацию о ходе матча.
Как болельщик АЭК, Токас был объектом подтрунивания со стороны постоянного исполнителя его песен, Димитриса Митропаноса, который в свою очередь был «гавросом» (γαύρος — гаврос, означает анчоус, кличка болельщика пирейского клуба «Олимпиако́с»).

## Последние годы
Будучи ярым сторонником воссоединения Кипра, в 2004 году Токас решительно выступил против так называемого Плана Аннана, который вместо реального объединения острова, в действительности предусматривал узаконивание результатов турецкого вторжения и оккупации севера острова. Обращаясь к землякам, Токас подчёркивал, что «крайние (приемлемые) для нации моменты требуют чётких ответов».
В период 2005—2006 годов, Токас сотрудничал с Государственным оркестром греческой музыки, под руководством Ставроса Ксархакоса, совершив множество турне по Греции и (свободному) Кипру.
В 2007 году он выпустил свой последний диск с Василисом Скуласом, «Белый платок».
Мариос Токас умер в Афинах в Воскресение Пасхи 27 апреля 2008 года, после многомесячной борьбы с болезнью (рак). В знак признания заслуг композитора перед Кипром, его похороны были оплачены правительством Республики Кипр, и произведены от храма Св. Теодоров Первого афинского кладбища. Кроме его близких и друзей, президента Кипра в тот период Димитриса Христофиаса, в последний путь композитора проводили тысячи почитателей его музыки.
В 2018 году, в Лимассоле, на концерте в честь десяти лет со дня смерти Мариоса Токаса, вступительную речь держал нынешний президент Кипра Никос Анастасиадис.

## Солнце красное(альбом посвящение)
Мариос Токас был женат на Амалии Пецопулу и имел с ней трёх детей — дочь Хара и сыновья Костас и Ангелос.
Мариос Токас оставил после своей смерти множество неизданных работ в партитурах и звуковых записях, перешедших в собственность его семьи.
Илиас Бенетос, друг Токаса, бывший многие годы его продюсером, более двух лет был занят архивом покойного композитора. Результатом работы Бенетоса и жены композитора стали 12 песен, которые были записаны с сентября 2011 года по март 2012 года, и исполнены, согласно пожеланиям композитора перед смертью, Димитрисом Митропаносом, Яннисом Париосом, а также молодым Янисом Коцирасом, с которым Токас планировал начать сотрудничество. Оркестровку песен взял на себя Антонис Гунарис. Диск вышел через четыре года после смерти композитора.

## Дискография
- 1978 — Песни компании (ΤΑ ΤΡΑΓΟΥΔΙΑ ΤΗΣ ΠΑΡΕΑΣ — (Манолис Мицяс)
- 1978 — Ишки, мишки, шишки (ΑΡΕΣ,ΜΑΡΕΣ,ΚΟΥΚΟΥΝΑΡΕΣ) (детский диск) — Таня Цанаклиду
- 1981 — Моё огорчённое поколение (ΠΙΚΡΑΜΕΝΗ ΜΟΥ ΓΕΝΙΑ) — Лакис Халкиас
- 1982 — Северные ветерки (ΤΑ ΒΟΡΙΑΔΑΚΙΑ) — Никос Номикос, Темис Адамантидис, Янна Номику
- 1984 — Малая эротика (ΜΙΚΡΑ ΕΡΩΤΙΚΑ) — Антонис Калояннис)
- 1986 — Кипр в ритме любви (ΚΥΠΡΟΣ ΣΤΟ ΡΥΘΜΟ ΤΟΥ ΕΡΩΤΑ (оркестровая музыка)
- 1987 — На проспекте любви (ΣΤΗ ΛΕΩΦΟΡΟ ΤΗΣ ΑΓΑΠΗΣ) — Яннис Париос, Харис Алексиу, Дионисис Теодосис, Димитра Галани
- 1987 — Песни для Константины (TΡΑΓΟΥΔΙΑ ΓΙΑ ΤΗΝ ΚΩΝΣΤΑΝΤΙΝΑ (ΤΟ ΣΗΜΑΔΙ) — Константина
- 1989 — Как сумасшедший грузовик (ΣΑΝ ΤΡΕΛΛΟ ΦΟΡΤΗΓΟ) — Яннис Париос
- 1991 — Капли любви (ΣΤΑΖΕΙΣ ΕΡΩΤΑ)- Толис Воскопулос
- 1992 — Наше национальное одиночество (Η ΕΘΝΙΚΗ ΜΑΣ ΜΟΝΑΞΙΑ) — Димитрис Митропанос
- 1993 — Всегда влюблённый (ΠΑΝΤΑ ΕΡΩΤΕΥΜΕΝΟΣ) — Яннис Париос
- 1993 — Луны близнецы (ΔΙΔΥΜΑ ΦΕΓΓΑΡΙΑ) — Алека Канеллиду (Музыка- Мариос Токас и Лаврентис Махерицас)
- 1994 — Здравствуй Греция (ΓΕΙΑ ΣΟΥ ΕΛΛΑΔΑ) — (оркестровая музыка с участием Янниса Париоса)
- 1994 — В компании с солнцем (ΠΑΡΕΑ Μ' ΕΝΑΝ ΗΛΙΟ) — Димитрис Митропанос
- 1995 — Любовь не убивают по первому поводу (ΔΕΝ ΣΚΟΤΩΝΟΥΝ ΤΗΝ ΑΓΑΠΗ ΜΕ ΤΗΝ ΠΡΩΤΗ ΑΦΟΡΜΗ) — Катерина Кука
- 1996 — Женщины на празднике Фесмофорий Аристофана (музыка для постановки Театральной Организации Кипра)
- 1997 — Душой и телом (ΨΥΧΗ ΤΕ ΚΑΙ ΣΩΜΑΤΙ) (К. Хадзихристодулу) — стихи повешенных борцов ΕΟΚΑ
- 1997 — С именем тяжёлым как история (ΜΕ ΟΝΟΜΑ ΒΑΡΥ ΣΑΝ ΙΣΤΟΡΙΑ) — Стелиос Дионисиу
- 1998 — Жизнь усыпанная цветами (ΒΙΟΣ ΑΝΘΟΣΠΑΡΤΟΣ) — Манолис Мицяс (Песни для одноимённого телесериала)
- 1998 — Голос Отечества — Йоргос Даларас[8]
- 1998 — Богородица Мария (ΘΕΟΓΕΝΝΗΤΩΡ ΜΑΡΙΑ) — М. Мицяс, К. Хадзихристодулу
- 1999 — Эдельвейс (Стихи Алкис Алкеос) — Димитрис Митропанос
- 2001 — Хочу сказать (ΘΕΛΩ ΝΑ ΠΩ) — Пасхалис Терзис
- 2002 — Мои песни (ΤΑ ΤΡΑΓΟΥΔΙΑ ΜΟΥ) — большое число разных певцов
- 2002 — Фамагуста царствующая (ΑΜΜΟΧΩΣΤΟΣ ΒΑΣΙΛΕΥΟΥΣΑ) — Димитрис Митропанос, Манолис Мицяс, Гликерия, Мария Алексиу, К. Хадзихристодулу
- 2002 — Богородица Мария (ΘΕΟΓΕΝΝΗΤΩΡ ΜΑΡΙΑ) (Живая запись из Вены) — М. Мицяс, К. Хадзихристодулу
- 2003 — Любовь пришла издалека (Η ΑΓΑΠΗ ΗΡΘΕ ΑΠΟ ΜΑΚΡΙΑ) — Гликерия (Песни из одноимённого телесериала)
- 2003 — Тяжёлые для здоровья (ΒΑΡΕΑ ΑΝΘΥΓΙΕΙΝΑ) — Пасхалис Терзис (Песни из одноимённого кинофильма)
- 2006 — FONTANA AMOROSA (оркестровая музыка)[9]
- 2006 — На переднем плане (ΣΕ ΠΡΩΤΟ ΠΛΑΝΟ) — Темис Адамантидис
- 2007 — Белым платочком махала (ΑΣΠΡΟ ΜΑΝΤΗΛΙ ΑΝΕΜΙΖΕ) — Василис Скулас (с участием также Пантелиса Талассиноса
- 2008 — Мариос Токас Антология (4CD с самыми большими успехами 1978—2006 годов)
- 2012 — Солнце красное (HΛΙΟΣ ΚΟΚΚΙΝΟΣ) — Димитрис Митропанос, Яннис Париос, Пасхалис Терзис, Яннис Коцирас.
- 2017 — Песни которые живут нелегально — Милтос Пасхалидис (стихи Алкиса Алкеоса)